# Jürgen Herrmann (Politiker)

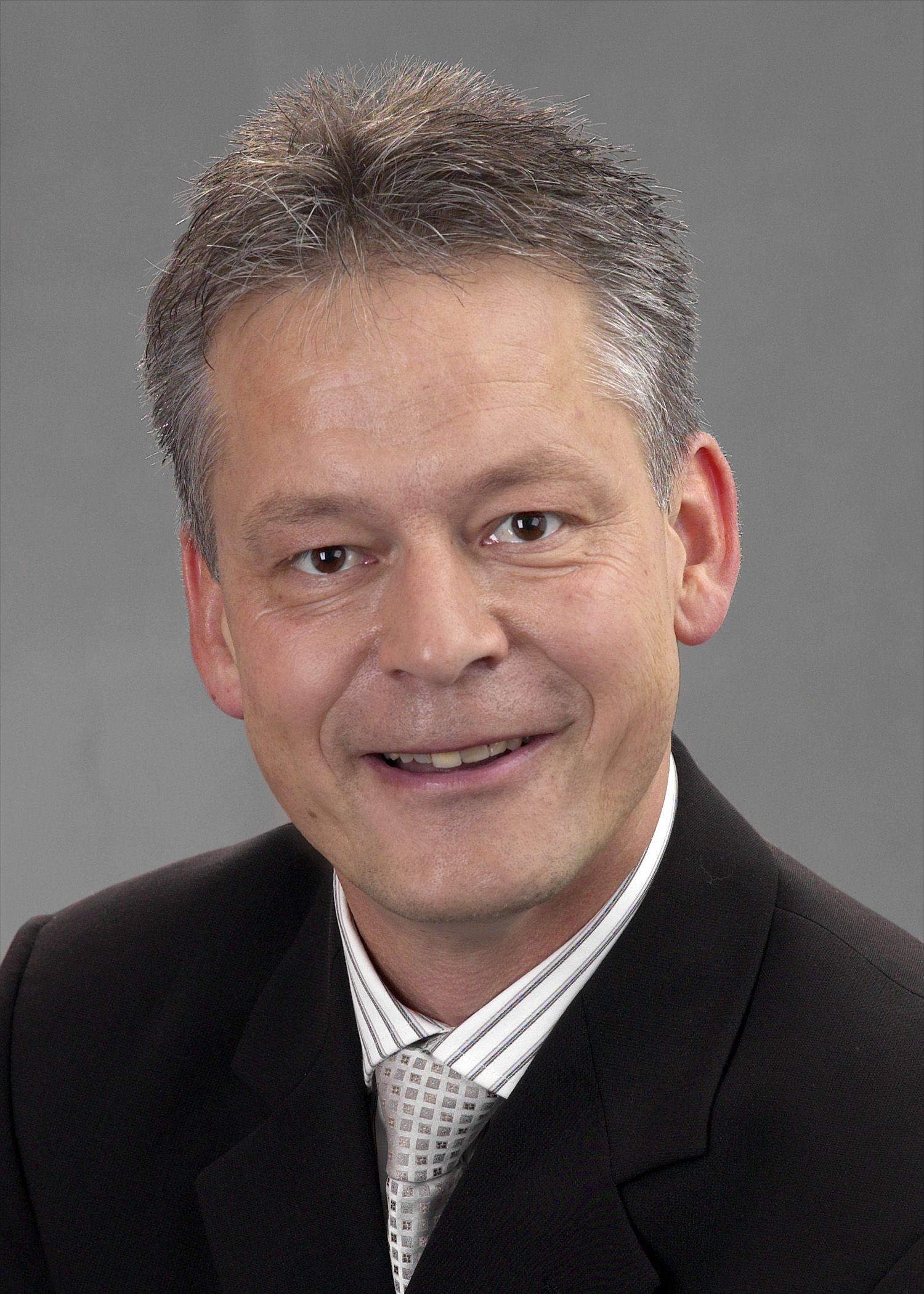
Jürgen Herrmann (2008)

Jürgen Herrmann (* 30. November 1962 in Brakel; † 11. August 2012 bei St. Martin in Passeier, Italien) war ein deutscher Politiker (CDU). Von 2002 bis zu seinem Tod gehörte er dem Deutschen Bundestag an.

## Leben
Herrmann besuchte in Brakel die katholische Grundschule. Nach der Mittleren Reife auf der Realschule Brakel begann er im Oktober 1979 eine Ausbildung zum Polizeibeamten und war seitdem im Polizeidienst des Landes Nordrhein-Westfalen tätig. Im September 1990 erwarb er auf dem Zweiten Bildungsweg die Fachhochschulreife und absolvierte anschließend ein Studium an der Fachhochschule für öffentliche Verwaltung Nordrhein-Westfalen in Bielefeld, das er im September 1993 als Diplom-Verwaltungswirt (FH) beendete. Anschließend war er Wachdienstführer und Dienstgruppenleiter bei der Kreispolizeibehörde Höxter. Seit September 1995 war Herrmann als Dienstgruppenleiter im Führungs- und Lagedienst bei der Bezirksregierung Detmold tätig.
Jürgen Herrmann war verheiratet mit Andrea Herrmann und hatte zwei Söhne Björn und Niclas. Er starb im Alter von 49 Jahren während einer Wanderung auf dem Meraner Höhenweg nahe St. Martin in Passeier in Südtirol an einem Herzinfarkt.

### Politisches Wirken
Herrmann trat 1980 in die Junge Union (JU) und ab Januar 1982 auch in die CDU ein. Von Juni 1983 bis August 1985 war er Vorsitzender des JU-Ortsverbandes Brakel. Von Januar 1996 bis März 2000 war er Vorsitzender des CDU-Stadtverbandes Brakel und ab November 1999 Vorsitzender des CDU-Kreisverbandes Höxter.
Herrmann gehörte von Oktober 1989 bis August 1995 dem Rat seiner Heimatstadt Brakel an.
Er war seit 17. Oktober 2002 Mitglied des Deutschen Bundestages und Vorsitzender der Deutsch-Australisch-Neuseeländischen Parlamentariergruppe sowie von Oktober 2005 bis Oktober 2009 stellvertretender verteidigungspolitischer Sprecher der CDU/CSU-Bundestagsfraktion und ab Oktober 2009 ordentliches Mitglied im Haushaltsausschuss und stellvertretendes Mitglied im Verteidigungsausschuss.
Jürgen Herrmann zog stets als direkt gewählter Abgeordneter des Wahlkreises Höxter – Lippe II in den Bundestag ein. Bei der Bundestagswahl 2005 erreichte er 49,2 %, bei der Bundestagswahl 2009 waren es 46,1 % der Erststimmen.

### Mitgliedschaften
- Gewerkschaft der Polizei
- Lions-Club Brakel
- Bürger-Schützenverein von 1567 Brakel e. V.